# Verbandsgemeinde Jockgrim
La comunità amministrativa di Jockgrim (Verbandsgemeinde Jockgrim) si trova nel circondario di Germersheim nella Renania-Palatinato, in Germania.

## Comuni
Fanno parte della comunità amministrativa i seguenti comuni:
| Comune, città             | Sup. (km²) | Abitanti |
| ------------------------- | ---------- | -------- |
| Hatzenbühl                | 7,76       | 2 842    |
| Jockgrim                  | 12,61      | 7 470    |
| Neupotz                   | 7,78       | 1 893    |
| Rheinzabern               | 12,76      | 5 014    |
| Verbandsgemeinde Jockgrim | 40,92      | 17 219   |

(Abitanti al 31 dicembre 2021)